# Mardonius legationis
Mardonius legationis är en mångfotingart som beskrevs av Carl Graf Attems 1950. Mardonius legationis ingår i släktet Mardonius och familjen Spirostreptidae. Inga underarter finns listade i Catalogue of Life.